# Pawel Leonidowitsch Tschumatschenko
Pawel Leonidowitsch Tschumatschenko (russisch Павел Леонидович Чумаченко, engl. Transkription Pavel Chumachenko; * 5. April 1971 in Bratsk, RSFSR, Sowjetunion) ist ein ehemaliger russischer Leichtathlet, der sich auf das Kugelstoßen spezialisiert hat. Seinen größten sportlichen Erfolg feierte er mit dem Gewinn der Bronzemedaille bei den Halleneuropameisterschaften 2002 in Wien.

## Sportliche Laufbahn
Erste internationale Erfahrungen sammelte Pawel Tschumatschenko im Jahr 1997, als er bei den Hallenweltmeisterschaften in Paris mit einer Weite von 18,88 m in der Qualifikationsrunde ausschied. Im Jahr darauf belegte er bei den Halleneuropameisterschaften in Valencia mit 19,55 m den zehnten Platz und im Sommer gelangte er bei den Goodwill Games in Uniondale mit 17,53 m auf Rang sieben. 1999 verpasste er bei den Hallenweltmeisterschaften in Maebashi mit 19,82 m den Finaleinzug und im Jahr darauf schied er bei den Olympischen Sommerspielen in Sydney mit 19,40 m in der Qualifikationsrunde aus. 2001 wurde er bei den Hallenweltmeisterschaften in Lissabon mit 19,66 m Zehnter und im August schied er bei den Freiluft-Weltmeisterschaften im kanadischen Edmonton mit 19,35 m in der Vorrunde aus. Daraufhin belegte er bei den Goodwill Games in Brisbane mit 19,34 m den achten Platz. Im Jahr darauf gewann er bei den Halleneuropameisterschaften in Wien mit 20,30 m die Bronzemedaille hinter dem Spanier Manuel Martínez und Joachim Olsen aus Dänemark. 2003 verpasste er bei den Hallenweltmeisterschaften in Birmingham mit 19,71 m den Finaleinzug und im Sommer schied er bei den Freiluft-Weltmeisterschaften nahe Paris mit 19,51 m ebenfalls in der Qualifikationsrunde aus. Im Jahr darauf nahm er erneut an den Olympischen Sommerspielen in Athen teil und verpasste dort mit 19,38 m den Finaleinzug. 2006 beendete er dann seine aktive sportliche Karriere im Alter von 35 Jahren.
In den Jahren 2000, 2001 und 2003 wurde Tschumatschenko russischer Meister im Kugelstoßen im Freien sowie von 1997 bis 1999 und von 2001 bis 2003 in der Halle.